# Humphrey Case
Humphrey Case, auch Humphrey John Case (* 26. Mai 1918 in Frome, Somerset; † 13. Juni 2009), war ein Prähistoriker und Archäologe, der sich auf die Glockenbecherkultur spezialisiert hatte.
Case erhielt seine Ausbildung in der Charterhouse School und im St John’s College von Cambridge, wo er Geschichte las. Bei Beginn des Zweiten Weltkrieges diente er in der Somerset Light Infantry und war in Gibraltar stationiert, wo er im Wachdienst vor allem gegen italienische U-Boote eingesetzt wurde.
Nach der Demobilisierung 1946 erwarb er das Postgraduiertendiplom für Prähistorische Archäologie am Institute of Archaeology der Universität London. Unter Mortimer Wheeler grub er in St Albans, Hertfordshire. Im September 1949 wurde er – im selben Jahr, in dem er Jean Orr heiratete – Assistant Keeper of Antiquities im Oxforder Ashmolean Museum. Dort stieg er zum Keeper of Antiquities auf, eine Position, die er von 1973 bis 1982 innehatte.
Daneben nahm er an einer Reihe von Ausgrabungen in England, Irland und Frankreich teil. 1954 wurde er zum Fellow der Society of Antiquaries of London gewählt. 1969 bis 1973 war er Vizepräsident der Prehistoric Society.
Case publizierte fast ausschließlich in Fachzeitschriften, die er für das gegebene Forum für derlei Veröffentlichungen hielt. So schrieb er 1955 über Abingdon Ware, das neolithische Causewayed Camp at Abingdon, Berkshire, dann zu Neolithic Explanations (1969).
Die Glockenbecherkultur stand für ihn jedoch im Mittelpunkt seiner Arbeiten. So schrieb er 1954 über irische und britische frühe Kupferartefakte dieser Kultur, dann 1965 über Zinnbronze. Er schlussfolgerte, dass die Glockenbecherleute die Metallurgie nach Irland gebracht hatten. Er befasste sich mit Neolithic Settlement Patterns im nordirischen Neolithikum (1969), hatte schon 1961 den Beitrag Irish Neolithic Pottery: Distribution and Sequence verfasst, dem 1963 Foreign Connections in the Irish Neolithic folgte.
1979 heiratete er nach der Trennung von seiner ersten Ehefrau, mit der er zwei Söhne hatte, Jocelyn Herickx, die einen Sohn und zwei Töchter in die Ehe brachte.
1993 verfasste er ein Überblickswerk mit dem Titel Beakers: Deconstruction and After und nahm 1998 an einem Kolloquium zu seinem Hauptthema teil, um dort einen Beitrag zu verfassen.

## Schriften (Auswahl)
- Irish Neolithic Pottery: Distribution and Sequence. In: Proceedings of the Prehistoric Society Bd. 27, 1961, ISSN 0079-497X, S. 174–233, doi:10.1017/S0079497X00016042.
- mit Alasdair W. R. Whittle: Settlement patterns in the Oxford region. Excavations at the Abingdon causewayed enclosure and other sites (= CBA research report. 44). Council for British Archaeology, London 1982, ISBN 0-906780-14-4.